# Gaig bru
El gaig bru (Psilorhinus morio) és una espècie d'ocell de la família dels còrvids (Corvidae) i única espècie del gènere  Psilorhinus . Habita des de Mèxic cap al sud fins Amèrica Central.